# 양명학

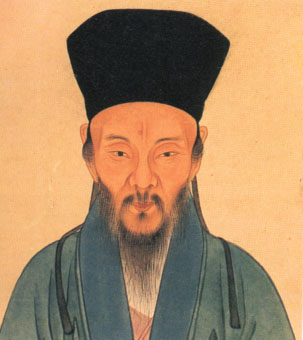
왕수인

양명학(陽明學)은 중국 명나라의 철학자 왕수인(王守仁, 1472~1528)의 호인 양명(陽明)에서 이름을 따서 붙인 유가 철학(儒家哲學)의 한 학파로 주관적 실천 철학에 속한다. 양명학이라는 명칭은 메이지 유신 이후에 퍼진 것으로, 그 이전에는 육왕학(陸王學) 또는 왕학(王學)이라 불렸다. 육왕학(陸王學)은 육구연(陸九淵, 1139~1192)의 학풍을 이어 왕수인이 대성한 유학(儒學)을 뜻하고, 왕학(王學)은 왕수인의 유학을 뜻한다.
심즉리(心卽理) · 치양지(致良知) · 지행합일(知行合一, 지식과 실천의 일치)은 양명학의 3강령이다.

## 역사

### 양명학 이전
송나라 시대를 거쳐 오면서 학풍의 역사를 되돌아 보면, 수나라나 당나라 이전에는 경서의 음독이나 훈고(단어의 의미)를 중시한 훈고학이 중심이었다. 때문에 학자들에 의해 유교 경전에 담겨진 공자나 맹자등의 본래 의미와 달리 왜곡되었고, 송나라 때 이르러 두 성인들이 지은 문장이 지닌 본래의 의미를 이해해야 한다는 인식에 이르렀다. 따라서 학자들은 수, 당나라 이전의 훈고학을 가르치면서도, 훈고학 중심의 사회를 고치는 데 의견을 모았다. 그 결과, 송나라 시대 이후의 유교 사상은 훈고학에서 주자학으로 새로운 학파가 생겨났다.
주자학이 중요시한 것은 훈고학이 성립되는 과정에서 필연적으로 이루어졌던 성인들의 말이나 경전을 제멋대로 해석하는 경향에서 벗어나 수 많은 주석서들과 탁본들을 교차 비교 검증하여 문장의 본의미에 맞게 해석하고 책들을 새롭게 편집 새 경전을 만들었다는 점에 있다. 이 새 경전들은 「사서」라고 불리는 네 개의 경전이었다. 이 책은 「예기」로부터 분리된 「대학」과 「중용」, 그리고 이 책들보다는 하위 취급을 받고 있던 「논어」와 「맹자」 이 네 개의 경전이었다. 이 경전들은 내용이 짧고 잘못된 해석을 고치는 데 적당했기 때문에 이용되었다. 특히 주자학이 맹자의 「성선설」을 중요시하는 등 이 주자학은 중국 여러 지역에 점차 영향을 끼치기 시작했다.
주자학이 중국의 여러 지역에 퍼진 까닭은 주자학이 왕이 집권하는 데 도움이 되었기 때문이다. 이 때문에 주자학은 중국 전역뿐만이 아니라 조선, 일본에도 영향을 끼쳤다.
그러나 주자학도 문제점을 드러내기 시작했다. 주자학이 중국 전역으로 퍼지긴 했지만, 이 주자학을 바탕으로 왕들은 왕권을 다졌고, 세월이 흘러 주자학에 대한 주석서가 만들어지고 주자학을 근본으로 새로운 해석과 이론이 만들어져 학풍은 오히려 훈고학이 성행하던 때의 상황으로 돌아가고 말았다. 성인들의 본래 의미가 전혀 다른 왕의 집권에 영향을 미쳤기 때문에 주자학의 본래 의미는 퇴색되어버린 것이다.

### 양명학의 등장
주자학은 군주들의 황권, 왕권 강화의 재료가 되어버렸다. 그래서 주자학은 도덕적인 측면이 없어져 갔다. 그 도덕윤리를 다시 되살리려는 노력을 한 학자가 바로 왕수인이다. 그는 당초 도덕적인 측면을 되살리려는 노력을 시도하는 학자였다. 그래서 왕수인도 주자학을 믿었지만, 사회가 변화를 보이지 않자 결국 그는 주자학으로부터 멀어지게 되었다. 그리고 그는 양명학을 주장하기에 이르렀다.
주자학은 정치학, 존재론, 주석학, 윤리학, 방법론 등을 모두 포괄하는 종합적인 학파였다. 유교에서 윤리학적 측면이 가장 중요했던 만큼 양명학은 그 중의 윤리학 및 방법론에 중점을 두고 연구하던 학파였다.

### 전개

#### 중국
중국에서는 왕수인의 제자들이 양명학을 많이 발전시켰다. 그렇지만 양명은 공자가 그의 제자들을 가르쳤던 방식을 따라 제자들에게 학문을 가르칠 때, 하나의 방법을 고집하지 않고, 각자의 재질이나 습성에 따라 가르쳤다. 누구에게는 본체를 강조하는가 하면, 누구에게는 정반대로 공부를 강조하기도 하는 식이었다. 그래서 양명이 죽은 이후 제자들이 받아들인 학설의 차이에 따라 크게 귀적파(歸寂派), 수증파(修證派), 현성파(現成派)로 나뉘었다. 그 뒤 양명학은 사회에 큰 영향을 끼치며 발전해 나갔다.

##### 양명우파
양명학 유파 중 정통파(正統派)로 간주되었다. 귀적파와 수증파가 우파에 속한다. 양명의 ‘심즉리(心卽理)’는 선악을 포함한 마음이 이(理)가 아니고 마음이 발동할 때 이미 그 마음은 이(理)라야 한다. 그렇게 되기 위해서는 끊임없이 마음의 악폐(惡弊), 즉 사욕(私欲)을 극복하여서 마음을 양지(良知) 그것으로 해야 한다는 것이다. 이 유파는 양명의 〈4구결(四句訣)〉에서 선(善)도 없고 악(惡)도 없는 것은 심(心)의 체(體)라 한 것을 심(心)의 본체는 지선무악(至善無惡)이라고 하여 전통적인 성선설(性善說)과 타협하고, 심(心)의 문제를 중심으로 하는 양명 심학(陽明心學)으로부터 떠나서 점차로 주자학적 이(理)를 문제로 하여 실제적·현실적 연구를 중시하는 입장을 취하게 되었다. 양명의 문인 전서산(錢緖山, 1496~1574)이 왕용계(王龍溪, 1498~1583)와 〈4구결〉을 둘러싸고 대립하여 분파한 이후, 우파에는 추수익(鄒守益, 1491~1562), 나홍선(羅洪先, 1504~1564), 유종주(劉宗周, 1578~1645) 등이 있었다.

##### 양명좌파
양명학 유파의 하나이다. 현성파가 여기 속한다. 이 파의 왕용계는 선(善)도 없고 악(惡)도 없는 것은 심(心)의 체(體)요, 선(善)도 있고 악(惡)도 있는 것은 의(意)의 움직임이며, 선(善)을 지(知)하고 악(惡)을 지(知)하는 것은 양지(良知)요, 선(善)을 하고 악(惡)을 버리는 것은 격물(格物)이라 한다는 왕양명의 〈4구결〉에 대하여, 이것은 일반 사인(士人)에게 설명하기 위하여 설치한 방편에 지나지 않는다고 보았다. 그는 심즉리(心卽理)·치양지(致良知)의 실천적 주체의 입장, 즉 실천을 주로 하는 도(道)·이(理)에의 오입(悟入) 내지는 그것의 체득이라고 하는 입장에서 보면 의(意)·지(知)·물(物)에 선악의 대립이 있을 리 없다는 것이다. 진정한 학문은 오득(悟得)만을 존귀하게 여긴다고 하였다. 이러한 사고방식에서 왕용계는 마음이 본래 무선무악(無善無惡)하면 그때 발하는 행위는 양지(良知) 그것이며, 따라서 양지는 배우지 않고 사려하지 않아도 사람이 본래 완전하게 구비하고 있는 것이라고 하였다. 이 사고방식은 이 파의 이탁오에게 전해지면서 한 걸음 나아가 적극적인 인욕(人欲)의 긍정으로 발전하였다. 이 파의 특색은 유(儒)·불(佛)·도(道) 3교의 혼융, 선학적(禪學的)경향, 소농(小農)·도장(陶匠)·나무꾼·염정 등의 낮은 신분의 사람들을 포함하는 서민 교육 실천, 전통의 부정이나 반체제적(反體制的)·신비적인 점 등에 있었다. 이 파는 특색있는 사조를 형성하면서도 새로운 시대를 형성하는 구체적인 사상 내용을 갖지 못하고 공론적·신비적 경향만을 강조하다 오래지 않아 소멸하였다. 왕용계, 이탁오 외에 왕간, 왕벽(王檗－東崖, 1510-1587), 안균(顔鈞－山農, 생몰년 미상), 양여원(梁汝元), 나여방(羅汝芳－近溪, 1515-1588) 등이 이 파에 속하였다.
그러나 청나라 시대부터 양명학은 쇠퇴하기 시작했다. 고증학에 밀려서 쇠퇴하기 시작했고, 양명학은 성리학을 약간 보완하는 것에 지나지 않을 정도로 갈수록 쇠퇴해 갔다. 이후의 옹정제, 건륭제의 시대를 지나면서 청나라의 황제들은 성리학을 더욱 확립해 양명학은 중국에서 완전히 사라지는듯 했다.
하지만 일본에서의 메이지 유신으로 양명학의 영향이 중국에도 다시 부활했다. 1840년을 주기로 아편 전쟁 이후 중국인들은 개혁의 움직임을 보이기 시작했고, 일본에서 양명학이 메이지 유신을 정당화 할 수 있었던 것처럼 이번에는 일본에서 양명학이 역수입되었다. 양명학은 중국 국민들에게 개혁 이미지를 심어주었다.

#### 조선

##### 양명학을 배척하던 주자학의 득세
박상(朴祥, 1474~1530)의 《눌재집(訥齋集)》연보 48세 조에 “왕양명 수인의 《전습록》을 변(辨)하다. 명의 학설이 동래(東來)하였는데 동유(東儒)들은 그것이 어떤 내용인지 몰랐으나 선생이 그것을 보고 선학(禪學)이라 변척하여 십청(十淸) 김세필(金世弼, 1473~1533)과 더불어 수창(酬唱)한 삼절시(三絶詩)가 있었다.”는 내용을 볼 때 양명학 전래 시기는 중종 16년(1521년) 이전이다. 이후 16세기∼18세기에 조선 유학계에서 양명학의 찬·반 논쟁이 전개되었다. 양명학 배척론이 압도적으로 우세하여 그 도입을 억제하고, 양명학 찬성론을 ‘사문난적(斯文亂賊)’, ‘이단(異端)’이라고 규탄하는 데까지 이르렀다. 먼저 이황은 〈전습록변(傳習錄辨)〉을 지어 지행합일설을 비판하였는데, 양명학을 불교의 선학(禪學)과 동일한 것으로 보아 비판했다. 양명의 《대학》 친민설, 심즉리설도 여러 논변에서 비판했다. 그러나 이황의 비판 중에 양명학의 가장 핵심 논지인 치량지에 관한 내용이 없는 것에서 그가 양명의 모든 전적을 충분히 보지 못하고 비판한 것임을 알 수 있다. 또, 유성룡은 왕양명의 주자학 비판을 조목별로 반박했다. 그 뒤로 퇴계의 문하 뿐 아니라 조선 성리학 전체가 양명학을 배척하여 양명학은 조선에 발 딛기 어려웠다.

##### 조선 후기에 양명학의 큰 발전
그럼에도 양명학을 받아들인 학자로는 남언경(1529년 1월 5일(음력 1528년 11월 25일)~1594년 7월 13일(음력 5월 26일))과 이요가 있다. 그들을 이어 장유(1587~1638), 최명길이 미미하나마 연구했으며, 특히 장유는 조선 유학계의 주자학 일변도를 개탄하였다. 또한 이익(李瀷)도 주자학의 주지주의(主知主義)적 경향의 공리공론(空理空論)을 비판하고 행(行)을 강조하였다. 이후 정제두(1649~1736)에 이르러 크게 발전했다. 근대 초 정인보·박은식까지 그 학풍이 이어진다.

#### 일본
일본에서는 양명학이 반체제적인 성격을 가져 혁명가들이 주로 양명학을 연구하기도 했으며, 또는 양명학을 연구하게 되면 혁명적인 지향이 되기 쉽다는 것으로 알려졌다. 하지만 양명학 역시 일본에 많은 영향을 끼쳤다. 나카에 도주나 구마자와 반잔이 대표적인 학자였다.
에도 시대 이후 메이지 유신에 사상적 영향력을 끼쳐서 양명학은 이후 더 발전했다. 양명학과 관련한 책이나 잡지는 수없이 만들어졌으며, 양명학 주요 책은 쇠퇴하고 있던 중국에 역수입 되었다..

## 양명학의 근본 사상
양명학의 사상은 《전습록(傳習錄)》, 《주자만년정록》, 《대학문(大學問)》 등에 자세히 나와 있다.

### 심즉리
심즉리(心卽理)는 양명학의 윤리학적인 측면을 나타내는 말로 성(태어날 때 생겨난 순수한 선성)과 정(감정으로서 나타나는 마음의 움직임)을 대면시킨 마음 그 자체가 리와 다름없다고 하는 사상이다.

### 치양지
치양지(致良知)는 양명학의 방법론적 측면을 나타내는 말로 왕수인이 독자적으로 만든 사상이다. 치양지란 양지를 전면적으로 발휘하는 것을 의미하며, 양지에 따르는 한 그 행동은 선이 되는 것으로 여겨지는 것으로, 양지에 근거하는 행동은 외적인 규범에 속박 되지 않는 말이다. 마음은 선악을 넘은 것이지만, 뜻에서 선악이 태어난다. 그 선악을 아는 것이 양지 말고는 안 되며, 그러므로 선을 바로 잡기 위해서 양지를 키우라는 것이다. 맹자의 성선설의 영향을 받았다. 양지를 누구나 갖고 태어나는 것이므로 공부할 필요가 없다고 하는 주장과 양지를 가리고 있는 선악을 제거하기 위해 공부가 필요하다는 주장으로 나뉘어 양지는 양명 사후 제자들의 분파의 이유가 된다.

### 지행합일
지행합일(知行合一)은 양지의 상태 중의 하나로 말과 실천은 구별되는 것이 아니라 근본적으로 같다는 사상이다. 말은 지, 실천은 행이란 말이다. 예를 들어 어떤 사람을 본다는 것은 지(知)에, 그 사람을 좋아한다는 것은 행(行)에 속한다.

### 모든 물체의 인과 양지의 결합
이것 역시 양지의 상태 중의 하나로, 이 세상의 모든 만물은 하나의 육체이며, 다른 사람의 괴로움은 스스로의 괴로움이며, 그것을 달래려고 하는 것은 자연스러운 일이며, 모든 물체의 인은 양지를 이룰 수 있는 것이라고 했다. 여기에서 양명학은 사회 구제의 근거를 찾아낸 것이다.

### 사상마련
사상마련(事上磨鍊)은 수양처를 말하는 것으로, 주자학에서는 독서와 거경궁리를 통해서 수양을 한다고 하지만 왕수인은 이런 의견에 반대하여서 일상에서 양지를 닦아야 한다고 했다. 개념을 통해서가 아니고, 실제로 일을 하면서 정신을 단련한다는 뜻이다.

### 격물(格物)
주자는 격물을 사물에 임하여 그 이치를 궁구하는 즉물궁리(卽物窮理)라 하였으나, 양명은 격(格)을 정(正)으로, 물(物)을 사(事)로 보아 일을 바르게 하는 것이라 해석했다. 전습록에 나오는 격물하고자 며칠 동안 대나무를 바라보았더니 정신만 혼미해지더라는 일화에서 주자의 격물을 비판하고 있음을 볼 수 있다.

## 양명학이 연 지평

### 사람의 욕구
양명학은 사람의 욕구를 자연스러운 것으로 생각해서 사람의 욕구에 대해 긍정적인 생각을 했다. 사람의 욕구를 없애려고 하는 게 아니라 사람의 욕구를 잘 다스리려고 하는 노력을 했다.

### 붕우 관계의 중시
붕우, 즉 인간 관계를 중요시 여겼다. 유교에서는 남존여비 사상과 아이가 어른을 받드는 '상하 관계' 사상을 버리고 모든 사람들은 평등하다는 사상이었다. 이 사상은 유교 이념이 지배적인 중국에 큰 혼란을 일으켰다.

## 양명학 주요 학자

### 중국
- 왕양명
- 전덕홍
- 추수익
- 나홍선
- 왕기
- 이지 (1527년)
- 왕간
- 양여원

### 조선
- 정제두
- 이광사

### 일본
- 나카에 도주
- 구마자와 반잔

## 같이 보기
- 유교
- 한국의 유교
- 송·명 시대의 사상
- 성리학
- 선종
- 왕수인

## 참고 문헌
- 이 문서에는 다음커뮤니케이션(현 카카오)에서 GFDL 또는 CC-SA 라이선스로 배포한 글로벌 세계대백과사전의 내용을 기초로 작성된 글이 포함되어 있습니다.
- 어느 양명학자의 커밍아웃 보관됨 2015-09-18 - 웨이백 머신 한겨레 21 2006년12월14일 제639호